# Leopold Musil
Leopold Musil (15. listopadu 1911, Třebíč – 23. října 1997, Praha) byl československý voják a příslušník výsadku Tungsten. Mylně bývá zaměňován za svého jmenovce Leopolda Musila (významný český malíř, 2. září 1920, Luka nad Jihlavou – 21. května 1997, Kutná Hora).

## Mládí
Narodil se 15. listopadu 1911 v Třebíči. Otec Vilém byl obuvník, matka Kateřina, rozená Pospíšilová, byla v domácnosti. Měl šest sourozenců.
Obecnou a měšťanskou školu absolvoval v Okříškách u Třebíče, neboť v roce 1916 se rodina přestěhovala do Čechtína u Třebíče. Po skončení školy pracoval nejprve v zemědělství a poté jako dělník na stavbách. V roce 1931 se vyučil zedníkem a poté pracoval v kamenolomu.
Základní vojenskou službu nastoupil u 39. pěšího pluku v Bratislavě 1. října 1931. Po absolvování poddůstojnické školy již v hodnosti svobodníka podepsal závazek k další činné službě. Sloužil u 2. horského pluku v Ružomberku až konce října 1935, kdy armádu, již v hodnosti četaře opustil. Následně nastoupil ke Státní policii v Bratislavě jako strážník. V roce 1938 jako příslušník Stráže obrany státu sloužil v Karlových Varech. Po odstoupení pohraničí se vrátil do Bratislavy. Tu musel 15. března 1939 opustit. V Protektorátu Čechy a Morava sloužil jako strážník na policejním okrsku ve Vítkovicích.

## V exilu
Protektorát opustil 3. února 1940 a přes Slovensko, Maďarsko, Jugoslávii a Turecko se dostal do Francie. Po prezentaci do československé zahraniční armády 27. dubna 1940 byl zařazen k 3. pěšímu pluku. Po pádu Francie byl evakuován do Anglie a 12. července 1940 zařazen k 2. pěšímu praporu. Po prodělání zánětu ledvin byl postupně povýšen až na rotmistra.
Po zařazení do výcviku pro plnění zvláštních úkolů absolvoval od 17. července do 16. srpna 1941 základní sabotážní kurz a parakurz. Po tříleté přestávce, během které získal maturitu a věnoval se administrativní činnosti na MNO absolvoval od 14. srpna do 9. září 1944 kurz příjmu letounů a kurz práce s Eurekou. Do skupiny Tungsten byl zařazen jako operátor naváděcího radiomajáku Eureka. 28. října 1944 byl povýšen na štábního rotmistra.

## Nasazení
Výsadek Operace Tungsten vyrazil již 7. října 1944, nicméně neúspěšně. Dne 21. prosince 1944 seskočil společně s kpt. Pernickým u obce Libenice. Do 29. prosince se přesunuli na Českomoravskou vrchovinu a přihlásili se na kontaktní adrese. V místě působení se podílel na příjmu zásilek a na konci války se účastnil bojů s ustupující německou armádou.

## Po válce
Po krátkém působení na hlavním štábu MNO odešel 23. října 1945 v hodnosti poručíka pěchoty z armády a nastoupil k SNB. V roce 1946 se oženil, z manželství vzešli dva synové, v tom samém roce byl povýšen do hodnosti nadporučíka pěchoty. Sloužil v Praze, v letech 1947–1950 jako velitel stanice na Malé straně. 2. února 1950 byl bez udání důvodu propuštěn. Pracoval jako malíř natěrač a později jako stavební technik. Od 1. března 1946 do 60. let byl členem KSČ. V roce 1968 byl povýšen na majora pěchoty v záloze.
Dne 16. října 1990 byl povýšen na podplukovníka pěchoty v záloze.

## Vyznamenání
- 1944 –  Pamětní medaile československé armády v zahraničí se štítky Francie a Velká Británie
- 1945 –  Československý válečný kříž 1939
- 1945 –  Československá medaile za zásluhy II. stupně
- 1945 –  Československá medaile Za chrabrost před nepřítelem